# Karl Gallasch
Karl Gallasch (ur. 17 listopada 1897 we Wrocławiu, zm. 18/19 maja 1947 tamże) – niemiecki zbrodniarz wojenny, członek załogi obozu koncentracyjnego Groß-Rosen, SS-Hauptsturmführer.

## Życiorys
Gallasch był jednym z najokrutniejszych esesmanów w Groß-Rosen i jego filiach: AL Dyhernfurth i Arbeitslager Fünfteichen (podobozie Groß-Rosen w Miłoszycach). Wedle powojennych zeznań świadków był postrachem obozów, często znajdując się pod wpływem alkoholu. Jego zachowanie nie zmieniło się również w trakcie ewakuacji Fünfteichen, gdy zabijał niemal każdego, kto nie był już w stanie iść dalej.
Po zakończeniu wojny przyjechał do Wrocławia. Jak w książce Chemia śmierci. Zbrodnie w najtajniejszym obozie III Rzeszy ustalił reporter i dokumentalista Tomasz Bonek został zdradzony przez kochankę, Kathe Jehron, która wydała go Urzędowi Bezpieczeństwa Publicznego. Milicja poprosiła grupę byłych więźniów Groß-Rosen i Fünfteichen by uczestniczyli w planowanym aresztowaniu zbrodniarza. Gallasch ujęty został 16 czerwca 1945.
Śledztwo przeciwko esesmanowi trwało dwa lata, a oskarżycielom udało się odnaleźć 20 naocznych świadków zbrodni Gallascha.
Proces zbrodniarza przed Sądem Okręgowym we Wrocławiu rozpoczął się 16 maja 1947. Przez cały okres trwania procesu oskarżony twierdził, iż nie popełnił żadnych zbrodni i że przebywając w obozie starał się pomagać więźniom. Karl Gallasch skazany został na karę śmierci. Uniknął wykonania wyroku, wieszając się sam w nocy z 18 na 19 maja 1947 w więziennej celi. Został pochowany na cmentarzu Osobowickim w kwaterze 102 i wskutek pomyłki jego grób oznaczony jest jako „mogiła ofiar stalinizmu”.